# Occidozyga celebensis
Occidozyga celebensis (tên tiếng Anh: Sulawesian Puddle Frog) là một loài ếch thuộc họ Ranidae.
Đây là loài đặc hữu của Indonesia.
Môi trường sống tự nhiên của chúng là sông ngòi, đầm nước ngọt, đầm nước ngọt có nước theo mùa, vườn nông thôn, rừng trước đây suy thoái nghiêm trọng, ao, và đất có tưới tiêu.